# بيورن ينسن
بيورن ينسن (بالألمانية: Björn Jensen)‏ هو منتج أفلام ومخرج ألماني، ولد في 12 يناير 1965 في هاملن في ألمانيا.

## وصلات خارجية
- بيورن جنسن على موقع IMDb (الإنجليزية)
- بيورن جنسن على موقع ألو سيني (الفرنسية)
- بيورن جنسن على موقع ميوزك برينز (الإنجليزية)
- بيورن جنسن على موقع أول موفي (الإنجليزية)
- بيورن جنسن على موقع كينوبويسك (الروسية)